# Station Shanghai Hongqiao

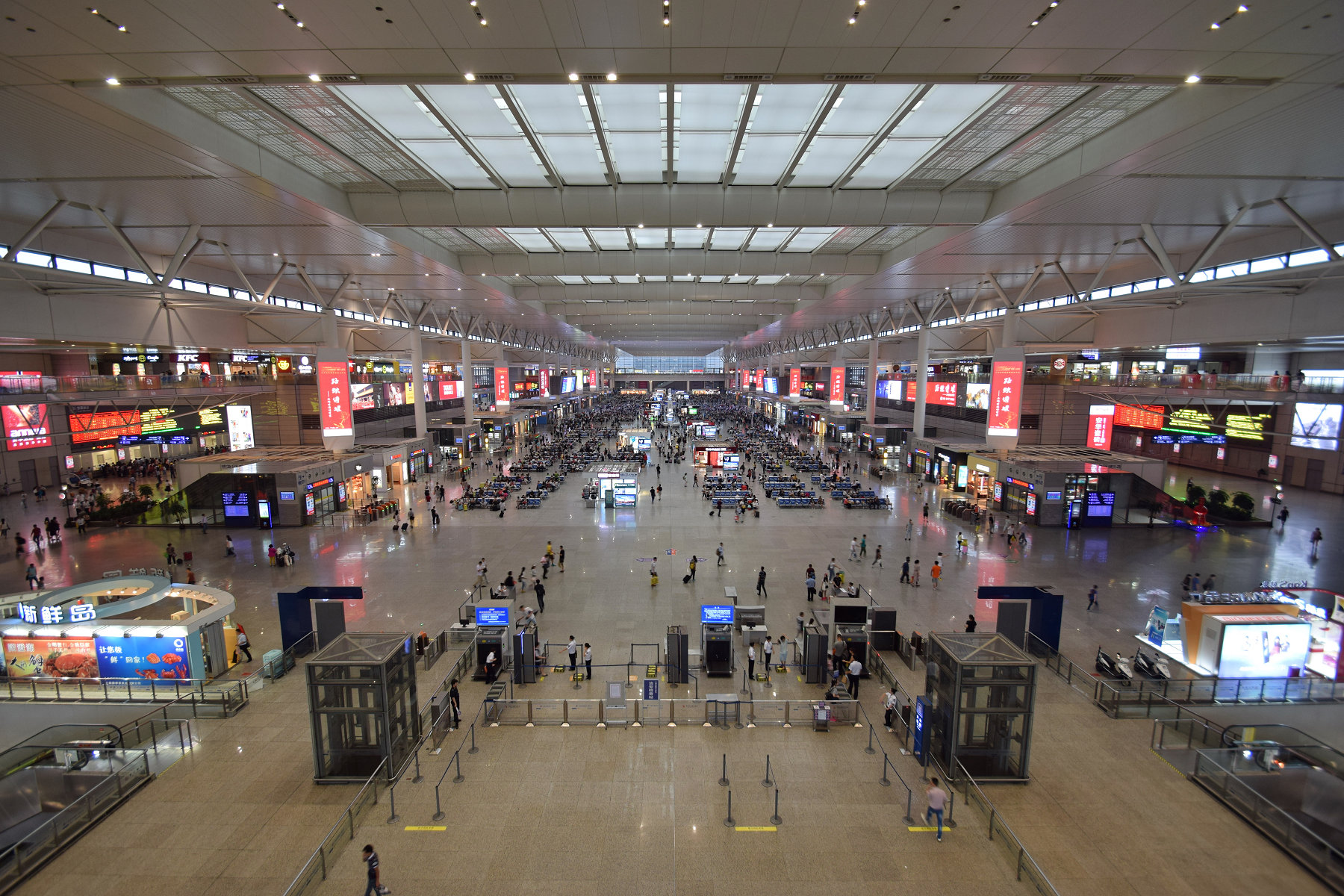
De tickethal

Station Shanghai Honqiao, ook aangeduid als Hongqiao comprehensive transportation hub is een multimodale transporthub in de Chinese metropool Shanghai. Het knooppunt ligt op de grens van de districten Changning en Minhang. Het station ligt een paar honderd meter ten westen van Terminal 2 van de Luchthaven Shanghai Hongqiao. Het station omvat het intercity en high-speed Shanghai Hongqiao treinstation, een metrostation bediend door drie metrolijnen, stelplaatsen voor bussen en taxi's en een gereserveerd Maglev station voor toekomstig gebruik.
Station Shanghai Hongqiao (Vereenvoudigd Chinees: 上海虹桥站, Traditioneel Chinees: 上海虹橋站, pinyin: Shànghǎi Hóngqiáo Zhàn) is een van de vier belangrijkste treinstations van Shanghai en met een oppervlakte stationszone van 1,3 km² het grootste treinstation in Azië. De andere drie hoofdstations van Shanghai zijn het Centrale station Shanghai, het Station Shanghai-Zuid en het Station Shanghai-West. Shanghai Hongqiao biedt intercity high-speed spoorwegdiensten naar alle belangrijke Chinese steden aan. Belangrijkste en bekende spoorlijnen omvat de Shanghai-Nanjing intercity spoorweg, de hogesnelheidslijn Shanghai-Chengdu, de hogesnelheidslijn Shanghai-Kunming, en de Beijing-Shanghai hogesnelheidstrein.
Er zijn momenteel drie metrolijnen die het metrostation gelegen onder het spoorwegstation bedienen: Lijn 2, lijn 10 en lijn 17. Lijn 2  is een oost-west lijn, die de luchthaven en het treinstation verbinden met het oude stadscentrum, het Lujiazui financial district, Zhangjiang Hi-Tech Park en Shanghai Pudong International Airport. Lijn 10 is een zuidwestelijk-noordoostelijke lijn, die verbindingen biedt met de dichte woonwijken Yangpu en Hongkou via het centrum van Shanghai. Lijn 17 loopt verder westwaarts, ten dienste van het voorstedelijke Qingpu district.

## Luchthaven
Shanghai Hongqiao International Airport, ook tot het complex van de hub gerekend, biedt tegenwoordig voornamelijk binnenlandse vluchten en regionale vluchten naar Japan en Zuid-Korea. In 2016 verwerkte Hongqiao Airport 40.460.135 passagiers, waardoor het de 7e drukste luchthaven in China en de 45e drukste ter wereld was. De lange-afstandsvluchten zijn allemaal verhuisd naar Shanghai Pudong.

## Treinstation
Het station heeft 30 sporen, 14 eilandperrons en 2 zijperrons. De bouw van het vernieuwde treinstation begon op 20 juli 2008 met een totale investering van meer dan 15 miljard CNY ($ 2,3 miljard). Het werd geopend op 1 juli 2010, gelijktijdig met de opening van de Shanghai-Nanjing intercity spoorlijn. Het station heeft een totale oppervlakte van ongeveer 1,3 miljoen vierkante meter. Het hoofdgebouw van het treinstation is 420 meter lang, 200 meter breed en 70 meter hoog (zowel ondergrondse als bovengrondse vloeren). 80.000 ton staal werd gebruikt om het treinstation te bouwen, twee keer de hoeveelheid staal die werd gebruikt om het Nationaal Stadion van Peking (het Vogelnest) te bouwen. De wachthal van het treinstation is meer dan 10.000 vierkante meter groot, en is in staat om 10.000 passagiers tegelijk te verwerken. Het station bedient 210.000 treinreizigers per dag.
Een PV-installatie van 20.000 zonnepanelen, met een totale oppervlakte van 61.000 vierkante meter, geïnstalleerd op de luifels van het station, is beschreven als "'s werelds grootste stand alone geïntegreerde fotovoltaïsche (BIPV) project". Met een vermogen van 6,68 megawatt kan het systeem 6,3 miljoen kilowattuur (kWh) elektriciteit per jaar produceren.
Alle treinen niet onderdeel van het netwerk bediend door China Railway High-speed of de interprovinciale intercity-sneltreinen vertrekken in Shanghai vanuit het Centrale station Shanghai richting noorden en het Station Shanghai-Zuid richting zuiden.

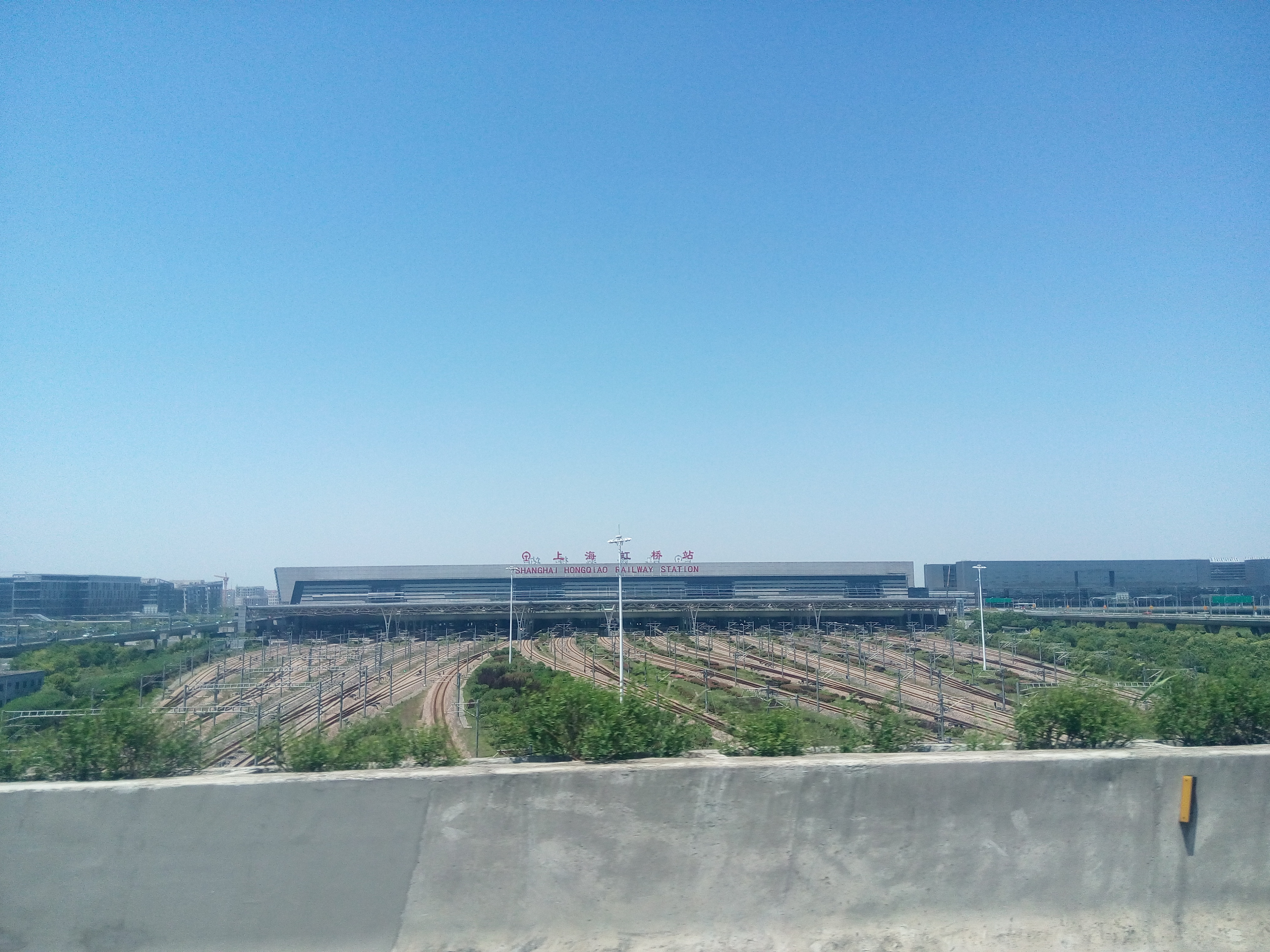
De treinsporen die het station invoeren

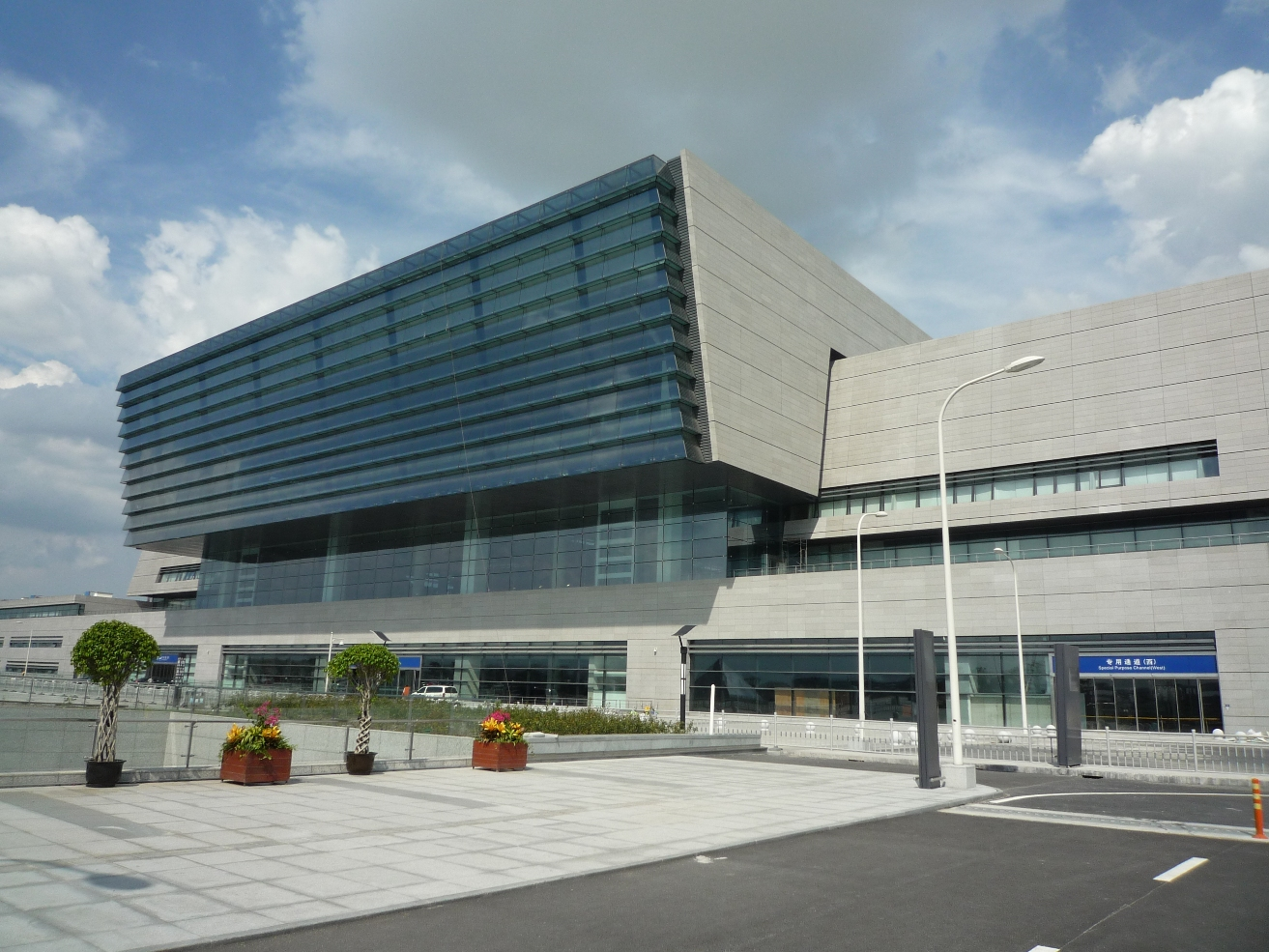
Het spoorstation

## Metrostation
Station Shanghai Hongqiao (徐泾东) bevat ook een station van de metro van Shanghai, gelegen in het district Minhang.
Het station ligt aan de lijnen 2, 10 en 17 en werd op 1 juli 2010 geopend voor de treinen van lijn 2, op 30 november 2010 volgde de bediening van lijn 10 en op 30 december 2017 kwam lijn 17 bij het aanbod.
Het toegangsniveau van het metrostation is direct verbonden met de aankomsthal van het station en onder de vertrekhal. Er zijn bemande loketten en automatische kaartautomaten, toiletfaciliteiten, acht uitgangen en twee ingangen. De uitgangen zijn gelabeld na zes zones, alfabetisch genoemd van A naar F. Zones A en B liggen het dichtst bij de treinticketing cabines. Zones A tot en met D zijn gelabeld voor de vertrekhallen, terwijl zones E en F het dichtst bij de langeafstandsbusterminal liggen.
Het metrostation zelf bestaat uit drie eilandplatforms die zes sporen bedienen, en alle perrons zijn volledig bereikbaar vanaf de hal via de lift. Het zuidelijkste eilandplatform bedient lijn 10-treinen, met de zuidkant die alleen aankomende treinen bedient, terwijl de noordzijde de vertrekkende treinen voor Xinjiangwancheng behandelt. Het middenste eilandplatform functioneert als een oostwaartse (downtown Shanghai-gebonden) cross-platform uitwisseling tussen lijn 17 en 2. Aan de noordzijde van dit middenste perron ontschepen alle passagiers van lijn 17 gezien dit het terminalstation is, terwijl de zuidzijde de oostwaartse treinen van lijn 2, richting Pudong, behandelt. Dit biedt een eenvoudige uitwisseling voor passagiers die doorgaan van lijn 17 naar lijn 2 in oostelijke richting, waardoor ze kunnen overstappen zonder van platform te veranderen. Het noordelijkste eilandplatform vervult een soortgelijke functie voor passagiers in westelijke richting die van lijn 2 naar lijn 17 overstappen. Westwaarts rijdende lijn 2-treinen op weg naar East Xujing bedienen de noordzijde, terwijl vertrekkende westwaartse lijn 17-treinen vertrekken van de zuidkant. Toiletten op het perron zijn beschikbaar aan de oostkant van elk eilandperron.
East Xujing · Station Shanghai Hongqiao · Hongqiao Airport Terminal 2 · Songhong Road · Beixinjing · Weining Road · Loushanguan Road · Zhongshan Park · Jiangsu Road · Jing'an Temple · West Nanjing Road · People's Square · East Nanjing Road · Lujiazui · Dongchang Road · Century Avenue · Shanghai Science & Technology Museum · Century Park · Longyang Road · Zhangjiang Hi-Tech Park · Jinke Road · Guanglan Road · Tangzhen · Middle Chuangxin Road · East Huaxia Road · Chuansha · Lingkong Road · Yuandong Avenue · Haitiansan Road · Pudong International Airport

Lijnen van de metro van Shanghai: 1 · 2 · 3 · 4 · 5 · 6 · 7 · 8 · 9 · 10 · 11 · 12 · 13 · 14 · 15 · 16 · 17 · 18 · Pujiang Line
Station Shanghai Hongqiao · Hongqiao Airport Terminal 2 · Hongqiao Airport Terminal 1 · Shanghai Zoo · Longxi Road · Shuicheng Road · Yili Road · Songyuan Road · Hongqiao Road · Jiaotong University · Shanghai Library · South Shaanxi Road · Xintiandi · Laoximen · Yuyuan Garden · East Nanjing Road · Tiantong Road · North Sichuan Road · Hailun Road · Youdian Xincun · Siping Road · Tongji University · Guoquan Road · Wujiaochang · Jiangwan Stadium · Sanmen Road · East Yingao Road · Xinjiangwancheng · (opening eind 2020:) Guofan Road · Shuangjiang Road · West Gaoqiao · Gaoqiao · Gangcheng Road · Jilong Road
aftakking: Longxi Road · Longbai Xincun · Ziteng Road · Hangzhong Road

Lijnen van de metro van Shanghai: 1 · 2 · 3 · 4 · 5 · 6 · 7 · 8 · 9 · 10 · 11 · 12 · 13 · 14 · 15 · 16 · 17 · 18 · Pujiang Line